# Zoo La Barben
Koordinaten: 43° 37′ 29″ N, 5° 12′ 18″ O
Der Zoo La Barben (französisch Zoo de la Barben) ist ein Zoo nahe dem südfranzösischen Ort La Barben im Département Bouches-du-Rhône. Dieser befindet sich nahe der Stadt Salon-de-Provence.
Eröffnet wurde der Zoo im Jahr 1970. Die Anlage befindet sich auf einem Hochplateau. Insgesamt gibt es im Zoo rund neun Kilometer Wege. Knapp 600 Tiere, die zu mehr als hundert verschiedenen Tierarten gehören, sind in dem Zoo untergebracht. Bei dem Reptilienhaus handelt es sich um einen restaurierten Schafstall aus dem 12. Jahrhundert. Den Besuchern steht im Park eine Wegebahn zur Verfügung. Da der Zoo sich in privatem Besitz befindet, erhält er keinerlei staatliche Zuwendungen.